# Linh dương Senegal
Linh dương Senegal hay Senegal hartebeest (Danh pháp khoa học:Damaliscus korrigum korrigum) hay còn gọi là Korrigum hoặc Tiang là một phân loài của loài linh dương Damaliscus korrigum cũng là một loài linh dương châu Phi. Đây là một loài linh dương cỡ vừa và lớn. Nó cũng được phân loại như Damaliscus lunatus korrigum. Loài linh dương này phân bố nhiều ở phía Nam châu Phi, đặc biệt là Sénégal.

## Đặc điểm

### Cấu trúc
Cũng giống như phân loài chính của nó, loài linh dương này bộ da có màu tối hơn và sừng không có góc cạnh. Từ đầu đến cổ chúng có một cái bướu và có những màu tím sẫm trên đùi của chúng. Mặt chúng cũng có một màu đen giống như thể đang đeo mặt nạ giống như trên mặt. Lông chúng ngắn và bóng làm cho cơ thể chúng trong căng một cách mạnh mẽ.
Chúng có khối lượng cơ thể từ 68-160 kg (150-350 lb). Chiều dài đầu và cơ thể có thể nằm trong khoảng 150-210 cm (59–83 in) và đuôi dài 40–60 cm (16–24 in). Chúng có ngoại hình khác cao với chiều cao dao động từ 100–130 cm (39–51 in) tính đến vai. Những con đực có xu hướng lớn hơn và sẫm màu hơn so với những con cái. Chúng là loài chạy nhanh, có thể đạt được tốc độ vượt quá 80 km/h (50 mph). Cùng với những họ hàng của mình, chúng là một trong những loài linh dương nhanh nhất ở châu Phi.

### Tập tính
Những con đực đánh dấu lãnh thổ của chúng với đống phân và sẵn sàng chiến đấu với bất kỳ con đực nào khác mà cố gắng để xâm nhập vào lãnh địa của mình. Những con cái thích giao phối với con đực chiếm ưu thế mà chính chúng đã giao phối với trước đây, tuy nhiên con đực cố gắng giao phối với nhiều con cái mới thì càng tốt. Cũng có ghi nhận về hiện tượng đánh ghen của con cái với tình địch bằng những cách quấy phá và con đực cuối cùng tấn công những con cái này đồng thời còn từ chối giao phối với chúng nữa.

## Phân bố
Linh dương chủ yếu sống trong môi trường sống khác nhau, từ đồng cỏ vùng đồng bằng và thảo nguyên, chúng thích nghị với cái nắng bằng cách sử dụng bóng mát trong thời tiết nóng. Linh dương này thích đồng cỏ với cỏ xanh rờn và đặc biệt là thường gần nước, chúng khá kén ăn và sử dụng cái mõm thon dài của mình cùng với đôi môi linh hoạt để tìm kiếm thức ăn tươi ngon nhất. Thể trạng của con linh dương này trong một quần thể phụ thuộc vào việc tiếp cận với thảm thực vật màu xanh lá cây. Kẻ thù của chúng bao gồm sư tử và linh cẩu, còn với chó rừng là động vật ăn thịt những con bê. Đặc biệt là chúng được mục tiêu hàng đầu của linh cẩu.